# Хей, Дэвид (дипломат)
Сэр Дэвид Осборн Хей (англ. David Osborne Hay, 29 ноября 1916, Corowa , Новый Южный Уэльс — 18 мая 2009) — австралийский политик и дипломат, главный администратор подопечной территории Папуа — Новая Гвинея (1966—1970).

## Биография
Окончил Мельбурнский университет.
Государственную службу начал в 1939 году в казначействе.
В годы Второй мировой войны воевал на фронтах Ближнего Востока, Греции, Новой Гвинеи. Был удостоен британского ордена «За выдающиеся заслуги». После войны в чине подполковника командовал третьим пехотным батальоном австралийских Вооружённых сил.
Затем вернулся на государственную службу. Работал в австралийской Высокой комиссии в Канаде. Затем был назначен послом Австралии в Таиланде, играл важную роль в создании и первых годах работы Организации Соглашения Юго-Восточной Азии (СЕАТО). В 1961 году был назначен послом в Канаде. В 1964—1965 годах — посол Австралии при ООН.
1966—1970 — главный администратор подопечной территории Папуа — Новая Гвинея.
1970—1973 — Министр внешних территорий Австралии.
1973—1976 — первый Уполномоченный по делам военнослужащих (англ. Military Ombudsman).
1976—1979 — госсекретарь Министерства по делам аборигенов.
С 1979 года в отставке.